# Finske obrambne sile
Finske obrambne sile (finsko Puolustusvoimat, švedsko Försvarsmakten) so oborožene sile Finske in največji del vojaštva Finske.
Delijo se na tri veje:
- Finska kopenska vojska (27.300 pripadnikov),
- Finska vojna mornarica (3.000 pripadnikov) in
- Finsko vojno letalstvo (4.400 pripadnikov).

Trenutno ima Finska uvedeno splošno vojaško obveznost za moške nad 18 leti, ki morajo odslužiti med 6 in 12 meseci dolg vojaški rok; imajo možnost uveljavitve 13-mesečnega civilnega roka. Prebivalci Alandskih otokov in Jehove priče so oproščene služenja. Ženske so sprejete v oborožene sile izključno kot prostovoljke.
Mirnodobna sestava Finskih obrambih sil šteje 34.700 pripadnikov; od tega je večina nabornikov in le manjši del profesionalnih vojakov. V vojnem času se aktivira rezervna sestava, ki predstavlja okoli 90 % celotne sestave.
Vrhovni poveljnik Finskih obrambih sil je Načelnik Finskih obrambnih sil, ki je neposredno podrejen predsedniku Finske. Trenutni načelnik je admiral Juhani Kaskeala.
Leta 2005 je Ministrstvo za obrambo Finske napovedalo zmanjševanje porabe, tako da bodo do leta 2007 ukinili nekatere vojaške enote. 